# Boda Smide
Boda Smide är ett företag med inriktning på konstsmide. Det grundades i början på 1960-talet och är sprunget ur de småländska glasbrukens storhetstid. Företaget bygger vidare på gamla smides- och glastraditioner i Småland och är bland annat känt för sina samarbeten med kända konstnärer och formgivare som Erik Höglund, Bertil Vallien och Rolf Sinnemark.
Företaget har sin utställningslokal och smedja i Virserum. Förutom att producera de gamla klassiska föremålen, har de även egendesignade produkter samt har börjat samarbeta med mer samtida konstnärer och formgivare.

## Historia
Boda Smide startade sin verksamhet i samband med att smeden Axel Strömgren (även kallad "Stålmannen från Slätafly") flyttade sin smedja till Boda. Erik Höglund, som vid den här tiden arbetade på Boda Glasbruk, blev inspirerad av Axels hantverkskunnande och kom ner till smedjan och började experimentera med att kombinera järn och glas.
Ett produktivt samarbete inleddes inom ramen för Boda Smide AB och förutom offentliga utsmyckningar började Erik Haglund formge bland annat ljusstakar och ljuskronor för företaget medan mästersmeden Axel Strömgren ledde arbete i smedjan. Efter ett tag började även Bertil Vallien att arbeta med Boda Smide och formgav ett antal prydnads- och bruksföremål för företaget. Under sin storhetstid på 1960- och 70-talet arbetade uppåt 25 personer i smedjan.